# ادي بوتر
ادي بوتر (بالهولندية: Eddy Putter)‏ (7 يناير 1982 في هولندا - ) هو لاعب كرة قدم هولندي في مركز الهجوم. لعب مع آر كي سي فالفيك ونادي دوردريخت ونادي فولندام وFC Lienden ‏.

## وصلات خارجية
- ادي بوتر على موقع قاعدة بيانات كرة القدم.إي يو (الإنجليزية)